# Liska (Dugopolje)
Liska falu Horvátországban Split-Dalmácia megyében. Közigazgatásilag Dugopoljéhez tartozik.

## Fekvése
Splittől légvonalban 19, közúton 27 km-re északkeletre, községközpontjától légvonalban 5, közúton 9 km-re délkeletre a dalmát Zagora területén, a község északi részén a Mali Mosor-hegy északi oldalán található termékeny völgyben fekszik. Liska a község legkisebb települése. Régen Kotlenica része volt és nem is számított önálló településnek.

## Története
Liska régen Kotlenice egyik településrésze volt. Amikor 1825-ben Kotlenice önálló plébánia lett már Liska is hozzá tartozott. A településnek 1880-ban 53, 1910-ben 130 lakosa volt. 1918-ban az új szerb-horvát-szlovén állam, majd később Jugoszlávia részévé vált. A második világháború idején a Független Horvát Állam része lett, majd a szocialista Jugoszláviához tartozott. 1991 óta a független Horvátország része. 2011-ben a településnek 56 lakosa volt, akik hagyományosan mezőgazdasággal és állattartással foglalkoznak. Ma főként idős emberek élnek itt. A múlt század második felében a fiatalok és a családok a nagyobb városias településekre költöztek. A község egyik legfőbb mai törekvése ezek visszacsábítása szülőföldjükre.

## Lakosság
| Lakosság változása | Lakosság változása | Lakosság változása | Lakosság változása | Lakosság változása | Lakosság változása | Lakosság változása | Lakosság változása | Lakosság változása | Lakosság változása | Lakosság változása | Lakosság változása | Lakosság változása | Lakosság változása | Lakosság változása | Lakosság változása |
| ------------------ | ------------------ | ------------------ | ------------------ | ------------------ | ------------------ | ------------------ | ------------------ | ------------------ | ------------------ | ------------------ | ------------------ | ------------------ | ------------------ | ------------------ | ------------------ |
| 1857               | 1869               | 1880               | 1890               | 1900               | 1910               | 1921               | 1931               | 1948               | 1953               | 1961               | 1971               | 1981               | 1991               | 2001               | 2011               |
| 0                  | 0                  | 53                 | 65                 | 106                | 130                | 0                  | 0                  | 121                | 128                | 139                | 139                | 119                | 79                 | 64                 | 56                 |

## Nevezetességei
Szent Lukács evangélista tiszteletére szentelt római katolikus temploma 1928-ban betonból épült. Külsőre sokban hasonlít a kotlenicei plébániatemplomra, de valamivel kisebb méretekben. Harangtornya is ugyanúgy a homlokzatba épült a harangok szintjén hosszúkás, félköríves biforámás ablakokkal, tetején bádoggal fedett, gúla alakú toronysisakkal. Belső falai újabban vakoltak. Ezen munkálatok során épült a szembemiséző oltár. Az apszis falán festett Kálvária látható alatta a falu panorámájával, Ante Škobalj atya munkája. A fal mélyedésében Szent Lukács evangélista szobrát látjuk.